# Roblox
ROBLOX er en platform, der er skabt til at kunne blive spillet af brugere på tværs af alle digitale enheder.
Den blev grundlagt i 2006 af Erik Cassel, og har sidenhen opnået et aktivt medlemstal på flere millioner dagligt. Det meste af indholdet der kan findes på platformen er bygget og kreeret af andre spillere og udviklere, med formålet af at kunne blive brugt af alle platformens medlemmer.
Hver spiller starter med at vælge en avatar og give den en identitet. De kan derefter udforske Roblox - interagere med andre ved at chatte, spille spil eller samarbejde om kreative projekter. Hver spiller har sit eget stykke ubebygget grund sammen med en virtuel værktøjskasse til at designe og bygge noget - f.eks. en sejlende skyskraber, en kæmpe pinball maskine, et multiplayer "Capture the Flag" spil eller noget helt andet. Ved at deltage og ved at bygge ting, kan Roblox brugere (også kaldt "Robloxians") optjene specielle medaljer. Robloxians kan handle i online kataloget for at købe avatar-tøj og tilbehør med Roblox valutaen Robux (R$).

## Historik og udvikling
Roblox var lavet som et beta spil under navnet Dynablocks. Baszucki startede test af de forste demoer det ar. I 2005, virksomheden skiftet navn til Roblox.
Developer Exchange (DevEx) er et program, Roblox har iværksat til spiludviklere på Roblox. Dette tillader dem, at veksle deres Robux (R$) til rigtige penge (USD). Dette betyder dog, at spilleren i forvejen skal have tjent 100.000 (ca. 350 USD) Robux for at kunne få lov til at veksle sine Robux til rigtige valuta. Man skal desuden også kontakte Roblox for at kunne få lov.
Roblox Premium er et medlemskab, som spilleren kan abonnere på. Premium har forskellige priser og forskellige værdier. Builders Club (BC) var det første medlemskab, spilleren kunne abonnere på. Men nu er medlemskabet blevet fjernet, og er blevet erstattet med Premium. Premium har næsten de samme egenskaber som Builders Club (BC). Premium er i alt bare moderne Builders Club (BC) dog med nogle få ændringer på priserne.